# Desmodium asperum
Desmodium asperum är en ärtväxtart som beskrevs av Nicaise Auguste Desvaux. Desmodium asperum ingår i släktet Desmodium och familjen ärtväxter. Inga underarter finns listade i Catalogue of Life.